# Laemolyta orinocensis
Laemolyta orinocensis är en fiskart som först beskrevs av Steindachner, 1879.  Laemolyta orinocensis ingår i släktet Laemolyta och familjen Anostomidae. Inga underarter finns listade i Catalogue of Life.